# Rákoš (okres Košice-okolí)
Rákoš (dříve Rakoš, maďarsky Abaújrákos) je obec na Slovensku v okrese Košice-okolí.

## Místopis
Obec se nachází jihovýchodně od Košic, leží na svahu Slanských vrchů ve směru na Slanec a Slovenské Nové Mesto.

## Historie
Podle písemných dokladů z roku 1337 se zde vesnice ještě nenacházela. Listina podrobně popisuje hranice Gábrovec (Gabróc), které patřily opatství Krásné nad Hornádom. V místech dnešní obce Rákoš se uvádí pouze cestička, která vedla z Vyšné Myšle na hrad Slanec.
Rákoš vznikl na území, které patřilo hradu Slanec. V portálním soupisu Abovské stolice z roku 1427 je zaznamenáno šest port na území obce Rákoš. Jejich majitelem byl Zikmund z Lučence, tehdejší pán hradu. Tedy i tehdy to byla jen malá vesnička. V té době se sčítaly porty, tedy brány, které vedly do hospodářských statků. Takový hospodářský statek mohl mít i více objektů. Pokud na jednu portu počítáme alespoň sedm lidí, žilo zde nejméně 42 obyvatel.
V roce 1565 byl vyhotoven desátkový soupis, podle kterého žilo v Rákoši deset poddaných sedláků a tři chalupníci. Soupis panství Slance z roku 1686 udává v Rákoši 13 polovičních usedlostí, ale jen sedm z nich bylo obydlených. V té době byl Rákoš převážně maďarskou vesnicí, i když ve zmíněném soupisu z roku 1565 figurovala čtyři jména slovenského původu.
Mor a války v roce 1686 způsobily, že Rákoš téměř zanikl. V roce 1715 tam žili jen dva chalupníci, v roce 1720 tři poddaní sedláci. Příliv obyvatelstva udává listina z roku 1746. Žilo zde 65 obyvatel, z toho 24 dětí. Lexikon z roku 1773 udává, že se tu mluvilo převážně slovensky. V roce 1851 zde žilo 215 obyvatel.

## Název
Je důvodné se domnívat, že název obce vznikl od slovanského slova rákoš, kterým se obvykle označoval potok bohatý na výskyt raků. Potoky tohoto názvu najdeme na Ukrajině, kde se nenacházel maďarský vliv při vytváření názvů, ale i v Maďarsku. Někdy byly tyto potoky označovány jako Rakovica, od čehož vzniklo maďarské Rakaca. Obec mohla být označována také jako Rakovec, což maďarizovaně znělo jako Rákoc.
V roce 1321 se při popisu katastru obce Slivník v Abovské stolici uvádí potok Rakolchpothokam, tedy Rakovec. Slovo Rákoš je tedy pravděpodobně nejdříve maďarizované označení Rakovec, později částečně poslovenštěné (Rakovec - Rákoc - Rákoš).

## Občanská vybavenost
- Kostel Nejsvětějšího Srdce Ježíšova, moderní stavba.